# Юмбилья
Юмби́лья — водопад в Перу, в регионе Амазонас. Является пятым по высоте из известных водопадов в мире. Был открыт в конце 2007 года. Хотя водопад и высокий, но объём ниспадающей воды незначителен.
Высота водопада была измерена Национальным географическим институтом Перу с помощью лазерного оборудования. Верхний край водопада расположен на высоте 2723,6 м над уровнем моря, а низ — на высоте 1828,1 м над уровнем моря.
Высота водопада — 895,5 м.